# Magdalenenkapelle (Eifa)

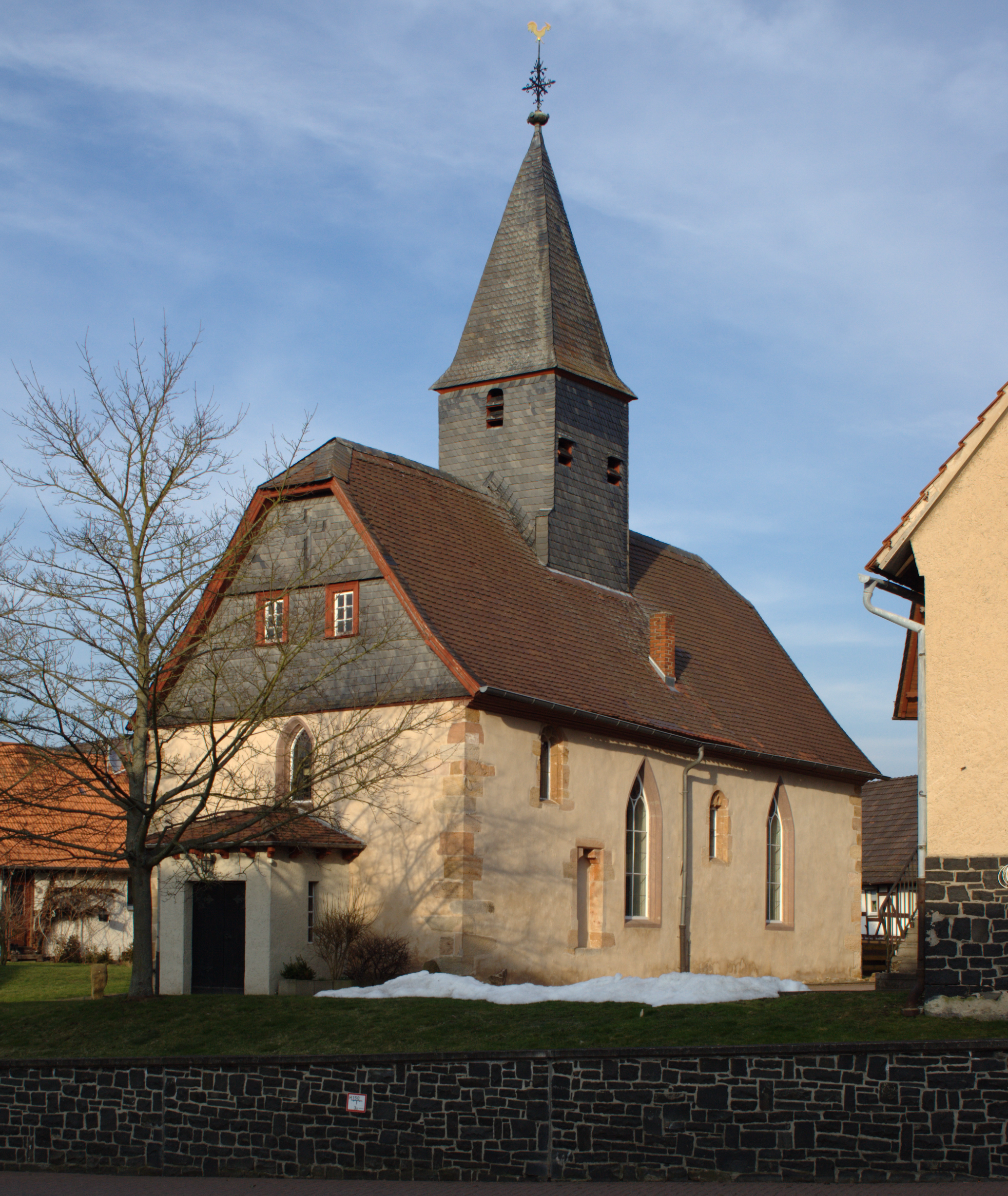
Magdalenenkapelle

Die Evangelische Magdalenenkapelle ist ein denkmalgeschütztes Kirchengebäude, das im Ortsmittelpunkt von Eifa steht, einem Ortsteil der Gemeinde Alsfeld im Vogelsbergkreis (Hessen). Sie gehörte zum Dekanat Vogelsberg in der Propstei Oberhessen der Evangelischen Kirche in Hessen und Nassau, wird aber seit 1969 als Bestattungskapelle genutzt.

## Beschreibung
Die kleine spätgotische Saalkirche aus verputzten Bruchsteinen ist mit einem Krüppelwalmdach bedeckt, aus dessen Mitte sich ein schiefergedeckter Dachreiter erhebt, der mit einem Pyramidendach bedeckt ist. Der Bau wurde 1880 stark verändert. Aus dieser Zeit stammen die hohen spitzbogigen Fenster und die Emporen an drei Seiten, die auf Stützen aus Gusseisen aufliegen. Die ursprünglichen Gewölbe wurden herausgenommen und durch eine Flachdecke ersetzt, die von zwei gusseisernen Unterzügen getragen wird. Das Taufbecken trägt eine Datierung aus dem Jahr 1662, ein Kruzifix stammt aus dem 18. Jahrhundert. Die Orgel wurde 1878 gebaut.